# 馬臨
馬臨，CBE，JP（英語：Ma-lin，1925年2月8日—2017年10月16日），籍貫浙江鄞县，成長於香港，香港生物化學家，香港中文大學第二任校長，在任內成立中大醫學院，又參與籌建逸夫書院，並且在退休後擔任逸夫書院校董會主席。

## 生平
馬臨出生書香門第，馬父為香港大學中文系前系主任馬鑑教授，曾遠赴美國隨哲學大儒杜威教授深造，獲教育學碩士學位。兄長馬蒙曾留學英國攻讀社會學和人類學，並曾在倫敦教授港督麥理浩爵士廣東話。
馬臨在北京就讀小學，1937年來到香港生活，同年起入讀英皇書院。他當時定居香港島西區，因父親計劃安排馬臨回內地升學，於是讓他先入讀嶺英中學以學好中文，於1941年畢業（中五、戰社）。由於太平洋戰爭爆發，馬氏返內地。1947年獲成都華西協合大學理學士銜。後赴英国列斯大學深造，硏究蛋白化學，1955年獲哲學博士銜。繼入倫敦大學醫學院及里兹聖占姆斯醫院，從事資深博士硏究工作。
1957年任香港大學病理學系講師。1964年加入香港中文大學，1973年生物化學系成立，馬臨出任首任講座教授，並兼任系主任，專長蛋白質化學。
1978年，馬臨被他在中文大學的同事余英時力薦，獲聘出任香港中文大學第二任校長，接替李卓敏教授。
馬臨在任校長期間，香港中文大學的發展包括：
- 1980年，開設博士學位課程
- 1981年，醫學院招收第一批醫科學生
- 1981年，推出本科兼讀課程
- 1985年，本科課程招收首批暫取生
- 1986年，改革本科課程，推行學分制

馬臨於1987年退休後，繼續擔任中大逸夫書院校董會主席，籌建逸夫書院。
1982年5月馬臨曾訪北京獲鄧小平接見。香港回歸前他獲委任為香港基本法起草委員會委員，亦是委員會轄下教科文小組及區旗、區徽小組召集人。他亦是全國人民政治協商會議第九屆委員。
2017年10月16日於沙田區威爾斯親王醫院離世，終年93歲。

## 榮譽
- 英國薩塞克斯大學榮譽博士
- 澳門東亞大學榮譽博士
- 紐約州立大學榮譽博士
- 天津大學榮譽博士
- 1978年，獲委為非官守太平紳士（JP）
- 1983年，獲英帝國司令勳章（CBE）
- 1987年，獲香港中文大學頒授榮休講座教授
- 1987年，獲香港中文大學頒授榮譽法學博士
- 2003年，獲香港中文大學頒授榮譽院士

## 家庭
馬臨的父親馬鑑和胞兄馬蒙都曾任香港大學中文系系主任。
馬臨的妻子陳萌華是病理學的專科醫生，1957年於香港大學醫學士畢業。馬臨外孫女林慧思指馬臨和陳萌華二人當年於聚會中一見鍾情，結婚近60年愛意未變。馬臨早年因健康問題住院時，曾表示家中有任職醫生的妻子，要求回家醫治。